# Псевдотсуга крупношишечная
Псевдотсу́га крупноши́шечная (Pseudotsuga macrocarpa) — вечнозелёное хвойное дерево из семейства Сосновые, эндемично произрастающее в горах юга Калифорнии. Шишки этого вида самые крупные в роде Псевдотсуга, что объясняет происхождение названия.

## Описание

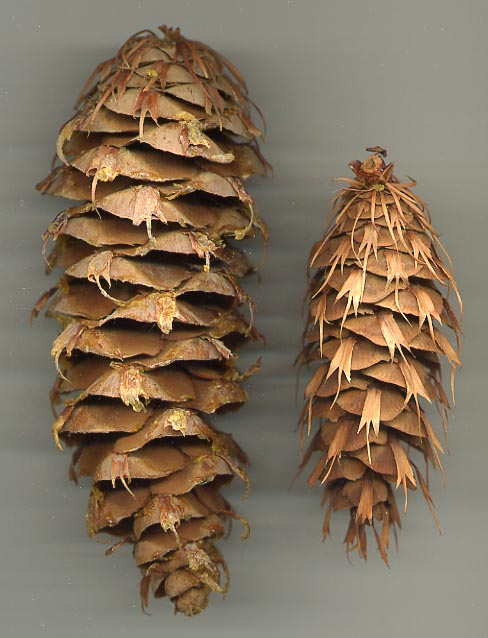
Шишки псевдотсуги крупношишечной (слева) в сравнении с шишками дугласовой пихты (Pseudotsuga menziesii)

Псевдотсуга крупношишечная — дерево высотой 15-30 м и диаметром ствола 0,5-1,5 м. Ствол прямой, крона коническая, корни широко распростёртые. Кора глубоко ребристая, состоит из тонких деревянистых слоёв, разделяющих толстые пробковые слои. У дерева с диаметром около 1 м толщина коры достигает 15 −20 см. Главные ветви длинные, простирающиеся со свисающими боковыми побегами.
Листья иголковидные, 2,5-5 см длиной, держатся на ветвях 5 лет. Женские шишки длиной 10-18 см, крупнее и с более толстыми чешуйками, чем у дугласовой пихты, прицветные чешуи трёхзубчатые, выступающие. Семена большие и тяжёлые, 10 мм длиной и 8 мм шириной, с коротким округлым крылышком 12 мм длиной. Вероятно, они распространяются птицами или млекопитающими, потому что такой размер крылатки слишком мал для эффективного распространения ветром. Возраст плодоношения наступает примерно в 20 лет.
Самое большое дерево псевдотсуги крупношишечной имеет высоту 53 м и диаметр ствола 231 см, возраст этого дерева оценивается в 600—700 лет.

## Распространение
Ареал псевдотсуги крупношишечной ограничен регионом распространения горных лесов и чапаралей в Калифорнии: горы Сан-Рафаэль (округ Санта-Барбара), юго-запад гор Техачапи (округ Керн), а также в округе Сан-Диего.
Для этой зоны характерен средиземноморский климат с жарким сухим летом и влажной мягкой зимой. Среднемноголетняя годовая норма осадков в горах Сан-Габриель составляет 75 см (от 25 до 125 см в год). В горы псевдотсуга крупношишечная поднимается до высоты 2700 м. На небольших высотах она растет вблизи рек во влажных затенённых ущельях на склонах восточной и северной экспозиции. На высоте от 1350 до 1700 м она уже присутствует на склонах южной и западной экспозиции. Средний угол склонов, на которых встречается псевдотсуга крупношишечная, составляет 35 градусов.

## Экология
Псевдотсуга крупношишечная имеет ряд особенностей, позволяющих ей переживать пожары, в частности очень толстую кору и многочисленные почки на верхней стороне ветвей. Дерево с полностью сгоревшей кроной может снова зазеленеть следующей весной за счёт этих адаптаций. Псевдотсуга крупношишечная тесно ассоциирована с дубом золоточашечковым (Quercus chrysolepis) и часто её воспроизводство идёт под пологом дуба, пока, в возрасте примерно 50 лет, она не перегоняет по высоте дубовые кроны.
С псевдотсугой крупношишечной ассоциировано небольшое число видов. Из деревьев первого яруса это клён крупнолистный (Acer macrophyllum), умбеллюлярия калифорнийская (Umbellularia californica), сосна серая (Pinus sabineana) и ольха ромболистная (Alnus rhombifolia). В подлеске могут присутствовать краснокоренник крупнолодный (Ceanothus megacarpus), аденостома редколистная (Adenostoma sparsifolium), толокнянка железистая (Arctostaphylous glandulosa), гетеромелес древолистный (Heteromoles arbutifolia), некоторые виды шалфея и калифорнийский кустарниковый дуб (Quercus dumosa).
Напочвенный покров неплотный и состоит из эриогонума метельчатого (Eriogonum fasciculatum), диких луков (Allium spp.), пенстемона тройчатого (Penstemon ternatus), папоротников — вудвардия бахромчатая (Woodwardia fimbriata) и орляк (Pterídium aquilínum var. pubescens).
В настоящее время популяции псевдотсуги крупношишечной считаются стабильными, с хорошим уровнем воспроизводства. Вид перспективен для выращивания в других полупустынных областях, поскольку он устойчив к засухам, пожарам и вредителям. Иногда хвоя на деревьях может желтеть и опадать так, что деревья кажутся погибшими, но в течение двух лет рост начинается с новой силой. Причина этого не до конца ясна, вероятно, может вызываться засухой или вредителями.
Леса с участием псевдотсуги крупношишечной являются местообитанием колумбова чернохвостого оленя (Odocoileus columbianus) и медведей барибалов, а также различных мелких млекопитающих. Весной в горах Сан-Бернардино барибалы предпочитают именно такие сообщества. Семена псевдотсуги крупношишечной служат пищей для многих грызунов и птиц.

## Использование
Древесина псевдотсуги крупношишечной тяжёлая, твёрдая, с тонкой структурой, но не прочная. Заболонная часть в ней невелика, а ядро включает смоляные карманы. Сейчас древесина не имеет коммерческого значения, а в прошлом использовалась на топливо и пиломатериалы.
Псевдотсуга крупношишечная используется для лесовосстановления. Некоторые гибриды её с дугласовой пихтой перспективны для выращивания на засушливых местах в районах произрастания дугласовой пихты. Древесина у этих гибридов сопоставима по качеству с древесиной дугласовой пихты, а засухоустойчивость унаследована от псевдотсуги крупношишечной.